# Maciej Eder
Maciej Jakub Eder (ur. 1975) – polski profesor nauk humanistycznych, badacz literatury i języka, profesor i dyrektor Instytutu Języka Polskiego PAN w Krakowie. Jest też profesorem na Uniwersytecie Komisji Edukacji Narodowej w Krakowie.

## Życiorys naukowy
Magister filologii polskiej Uniwersytetu Wrocławskiego na podstawie rozprawy poświęconej krytycznej edycji utworu Andrzeja Maksymiliana Fredry. Rozprawę doktorską pt. Moralistyka i polityka w "Przysłowiach mów potocznych" Andrzeja Maksymiliana Fredry. Studium o płaszczyznach lektury i konwencjach gatunkowych utworu (promotor: Marcin Cieński) obronił w 2005 r. także na Uniwersytecie Wrocławskim. Jeszcze jako magister został adiunktem w Instytucie Języka Polskiego PAN, a w 2007 r. został zatrudniony na takim samym stanowisku na Uniwersytecie Pedagogicznym w Krakowie. W 2014 r. habilitował się na podstawie jednotematycznego cyklu publikacji na temat stylometrii, tj. kwantytatywnej analizy zróżnicowania stylistycznego dzieł literackich. We wrześniu 2016 r. został dyrektorem IJP PAN; w 2021 r. rozpoczął drugą kadencję. W 2022 r. uzyskał tytuł profesora nauk humanistycznych. Pozostał zatrudniony w obu ww. jednostkach, obejmując w nich stanowisko profesora. 

## Zainteresowania badawcze
Naukowo zajmuje się atrybucją autorską, stylometrią, wersyfikacją, wczesnonowożytną literaturą polską i łacińską. Przy pomocy kompleksowej analizy porównawczej tekstów ustalił możliwą tożsamość kronikarza zwanego Gallem Anonimem, identyfikując go z weneckim autorem znanym jako Mnich z Lido. 

## Współpraca
Współpracował m.in. z Wacławem Twardzikiem, Janem Rybickim, Adamem Pawłowskim i Markiem Krajewskim, jak również Mikiem Kestemontem. Z pierwszym z wymienionych zestawił Indeksy do Słownika staropolskiego. Alfabetyczny, A tergo, Verba absentia, Verba expurgata (2007). Wraz z nim zanalizował również średniowieczną pieśń Cantilena inhonesta. 
Z Adamem Pawłowskim napisał pracę o średniowiecznej czeskiej Kronice Dalimila.

## Wybrane publikacje
- Maciej Eder, Does size matter? Authorship attribution, small samples, big problem, „Digital Scholarship in the Humanities”, 30 (2), 2015, s. 167–182, DOI: 10.1093/llc/fqt066 [dostęp 2024-02-01] (ang.).
- M. Eder, Mind your corpus: systematic errors in authorship attribution, „Literary and Linguistic Computing”, 28 (4), 2013, s. 603–614, DOI: 10.1093/llc/fqt039 [dostęp 2024-02-01] (ang.).
- M. Eder, J. Rybicki, Do birds of a feather really flock together, or how to choose training samples for authorship attribution, „Literary and Linguistic Computing”, 28 (2), 2013, s. 229–236, DOI: 10.1093/llc/fqs036 [dostęp 2024-02-01] (ang.).
- Style-Markers in Authorship Attribution. A Cross-Language Study of the Authorial Fingerprint, „Studies in Polish Linguistics”, 6 (1), 2011, s. 99-114 [dostęp 2024-02-01] (ang.).
- J. Rybicki, M. Eder, Deeper Delta across genres and languages: do we really need the most frequent words?, „Literary and Linguistic Computing”, 26 (3), 2011, s. 315–321, DOI: 10.1093/llc/fqr031 [dostęp 2024-02-01] (ang.).
- Adam Pawłowski, Marek Krajewski, Maciej Eder, Time series modelling in the analysis of Homeric verse, „Eos”, 97 (1), 2010, s. 79-100 [dostęp 2024-02-01] (ang.).
- Adam Pawlowski, Maciej Eder, Quantity or Stress? Sequential Analysis of Latin Prosody, „Journal of Quantitative Linguistics”, 8 (1), 2001, s. 81–97, DOI: 10.1076/jqul.8.1.81.4093 [dostęp 2024-02-01] (ang.).